# Mario Merola
Mario Merola (ur. 6 kwietnia 1934 w Neapolu, zm. 12 listopada 2006 w Castellammare di Stabia) – włoski piosenkarz i aktor.

## Życiorys
Mario Merola urodził się w neapolitańskiej dzielnicy Sant'Erasmo. W wieku 25 lat zaczął śpiewać w restauracjach i na przyjęciach weselnych. W 1973 r. zadebiutował w filmie Ettorego Marii Fizzarottiego Sgarro alla camorra.
Zmarł na zawał serca w wieku 72 lat.

## Festiwal Piosenki Neapolitańskiej
- 1964:
  - Doce e' 'o silenzio (Acampora – Martingano) z Elsą Quartą – poza finałem[1]

- 1965:
  - T'aspetto a Maggio (Dura – Scuotto – Esposito) z Achillem Toglianim – 7. miejsce[1]
  - Tu stasera si pusilleco (Amato – E. Buonafede) z Enzo Del Forno – poza finałem[1]

- 1966:
  - Ciento catene (Chiarazzo – Ruocco) z Marią Paris – 6. miejsce[1]
  - Femmene e Tamorre (E. Bonagura – Lumini) z Daisy Lumini – poza finałem[1]

- 1967:
  - Freve 'e gelusia (Chiarazzo – Pelligiano) z Marią Paris – 7. miejsce[1]
  - Allegretto ma non troppo (De Crescenzo – D'Annibale) z Mario Abbatem – 13. miejsce[1]

- 1968:
  - Cchiu' forte 'e me (U. Martucci – Colosimo – Landi) z Benem Venutim – poza finałem[1]
  - Comm'a nu sciummo (Barrucci – Gregoretti – C. Esposito) z Mario Trevim – poza finałem[1]

- 1969:
  - 'O Masto (Pelliggiano – Mammone – De Caro – Petrucci) z Antoniem Bunomo – 5. miejsce[1]
  - Abbracciame (Romeo – Dura – Troia) z Giuliettą Sacco – 7. miejsce[1]
  - Ciento Appuntamente (Langella – Falsetti) z Luciano Rondinellą – 13. miejsce[1]

- 1970:
  - Chitarra Rossa (Russo – V. – S. Mazzocco) z Mirną Doris – 5. miejsce[1]
  - 'Nnammurato 'e te! (Fiorini – Schiano) z Luciano Rondinellą – 6. miejsce[1]
  - O guastafeste (Moxedano – Colucci – Sorrentino – Cofra) z Luciano Rondinellą – 12. miejsce[1]

- 2001:
  - L'Urdemo Emigrante (V. Campagnoli – G. Campagnoli – M. Guida – G. Quirito) z Francesco Merolą – 1. miejsce/zwycięzca[2]

## Festiwal Piosenki Włoskiej w San Remo
- 1994: Una Vecchia Canzone Italiana (Stefano Jurgens – Marcello Marrocchi) Squadra Italia z Nillą Pizzi, Manuelą Villą, Jimmym Fontaną, Giannim Nazzaro, Wilmą Goich, Wessem, Giuseppem Cionfolim, Tonym Santagatą, Lando Fiorinim i Rosanną Fratello – 19. miejsce[3]

## Dyskografia

### Albumy
- 1967 – Mario Merola (Zeus, BE 0015)
- 1967 – Mario Merola (Zeus, BE 0016)
- 1970 – 6 sceneggiate cantate da Mario Merola (Zeus, TM 55460)
- 1972 – Cumpagne ‘e cella, Mario Trevi – Mario Merola (West records, WLP 104)
- 1972 – Passione eterna (West Records, WLP 101)
- 1973 – Volume primo (Hello, ZSEL 55404)
- 1973 – Volume secondo (Hello, ZSEL 55405)
- 1973 – Mario Merola e Giulietta Sacco (Zeus Record)
- 1973 – Canzoni 'nziste (Rifi variety record, ST 19154)
- 1975 – Vol. 5° (Hello, ZSEL 55441)
- 1975 – Eternamente tua (Storm, TM 55402)
- 1975 – O Clan de napulitane
- 1976 – Volume quarto (Zeus, ZSV BS 3022)
- 1977 – Legge d'onore (Lineavis, LV 3376)
- 1978 – Canta Napoli (Record, LP)
- 1978 – 6 sceneggiate (Storm, TM 55474)
- 1978 – Mario Merola canta Libero Bovio
- 1979 – Ave Maria (D.V. More Record)
- 1980 – Zappatore (D.V. More Record)
- 1980 – Zappatore sceneggiata (Hello, ZSEL 55466)
- 1980 –  `A dolce vita (Lineavis, LV 3302)
- 1981 – Chiamate Napoli 081 (Storm)
- 1982 – Carcerato (Storm, TM 55474)
- 1982 –  `O rre da sceneggiata (Storm, TM 55477)
- 1985 – Passione eterna (Video Sound Market, CD 730)
- 1989 –  'O mare 'e margellina (Zeus Record, ZS 0052)
- 1988 – Ciao paisà (D.V. More Record)
- 1990 – 14 successi (Duck Records)
- 1991 – Tutto Merola vol. 1 (Bideri)
- 1991 – Tutto Merola vol. 2 (Bideri)
- 1990 – Cuore di Napoli (D.V. More Record)
- 1993 –  'A sciurara (Zeus Record, ZS 0222)
- 1993 – Quattro mura (Alpha Records, CD AR 7052)
- 1994 – Trasmette Napoli (Mea Sound, SIAE CD 303)
- 1994 – Una vecchia canzone italiana (Squadra Italia) (Pravo Music)
- 1994 – Tangentopoli (Mea Sound, MEA CD 351)
- 1997 – Chiamate Napoli... 081 (D.V. More Record)
- 1997 –  'E figlie... (D.V. More Record)
- 1997 – Lacrime napulitane (D.V. More Record)
- 1997 – Carcerato (D.V. More Record)
- 1997 – Guapparia (D.V. More Record)
- 1998 – Malommo (Replay)
- 1999 – Melodie napoletane (D.V. More Record)
- 2000 – Tutto Merola vol.1/I grandi classici (Bideri)
- 2000 – Tutto Merola vol.2/I grandi successi (Bideri)
- 2000 – Guaglione 'e malavita – Mario Merola e Pino Mauro
- 2001 – Malavicina (Mea Sound, MEACD 112)
- 2001 – Quattro mura (Fonotil)
- 2002 – Disco d’oro vol. 1 (D.V. More Record, MRCD 4269)
- 2002 – Disco d’oro vol. 2 (D.V. More Record, MRCD 4270)
- 2002 – Da Napoli con amore (D.V. More Record)
- 2003 – Malommo (Replay Music)
- 2003 – Napoli – Antologia della canzone napoletana (Retro Gold)
- 2003 – Monografie napoletane vol. 7 Mario Merola (Duck Records, GRCD-E 6365)
- 2003 – Monografie napoletane vol. 8 Mario Merola (Duck Records, GRCD-E 6366)
- 2003 – Monografie napoletane vol. 9 Mario Merola (Duck Records, GRCD-E 6367)
- 2003 – Cuore di Napoli (D.V. More Record)
- 2004 – Chella de rrose (D.V. More Record)
- 2004 – Auguri vita mia (Mea Sound)
- 2004 – Mario Merola 40-45-70 (D.V. More Record)
- 2004 – Mario Merola contiene medley (D.V. More Record)
- 2004 – Cient'anne (D.V. More Record)
- 2004 – Mario Merola – Storia della canzone napoletana (Retro Gold)
- 2004 – Mario Merola canta Napoli (Joker)
- 2005 – I protagonisti vol. 2 (D.V. More Record)
- 2005 – 'A peggio offesa sta 'ncoppa all'onore (Nuova Canaria)
- 2005 – Bella Napoli vol. 2 (D.V. More Record)
- 2005 – Merola insieme (Francesco) (Mea Sound)
- 2005 – Gelosia (D.V. More Record)
- 2005 – Dicite all'avvocato
- 2005 – Numero 1 (D.V. More Record)
- 2005 – Cinematografo (MR. Music)
- 2005 – I miei festival di Napoli (Cristiani Music Italy)
- 2005 – Napoli ieri e oggi (D.V. More Record)
- 2005 –  'A Fede (D.V. More Record)
- 2005 – Disco oro (MR Music)
- 2005 – Due in uno: La sceneggiata Mario Merola & Nino D’Angelo (Nuova Canaria)
- 2005 – Napoli (D.V. More Record)
- 2005 – A città 'e Pulecenella – Tangentopoli (MR Music)
- 2005 – Collezione (Disco Più)
- 2005 – Quatt'anne ammore (D.V. More Record)
- 2005 – O’Rre da sceneggiata (MR Music)
- 2005 – Napule ca se ne va (MR Music)
- 2005 – Mario Merola the classic collection (Azzurra Music)
- 2006 – Carosello napoletano (MR Music)
- 2006 – Giuramento (Duck Record)
- 2006 – Napoli prima e dopo 45 successi – Mario Merola, Nino D’Angelo, Gigi D'Alessio (D.V. More Record)
- 2006 – I grandi successi (Mario Merola)|I grandi successi (Music Time)
- 2006 – Bar Napoli (Mediane)
- 2007 – Core 'e Napule Mario Merola & Nino D’Angelo (Saar Srl, Cd 8525)
- 2007 – Antologia sonora della canzone napoletana – cofanetto 2 (Phonotype, SFN3 2072)
- 2007 – Antologia sonora della canzone napoletana – cofanetto 3 (Phonotype, SFN3 2073)
- 2007 – Antologia sonora della canzone napoletana – cofanetto 4 (Phonotype, SFN3 2074)
- 2007 – Antologia sonora della canzone napoletana – cofanetto 5 (Phonotype, SFN3 2075)
- 2007 – Antologia sonora della canzone napoletana – cofanetto 7 (Phonotype, SFN3 2077)
- 2007 – Antologia sonora della canzone napoletana – cofanetto 8 (Phonotype, SFN3 2078)
- 2007 – Antologia sonora della canzone napoletana – cofanetto 9 (Phonotype, SFN3 2079)
- 2007 – Antologia sonora della canzone napoletana – cofanetto 13 (Phonotype, SFN3 2083)
- 2007 – Antologia sonora della canzone napoletana – cofanetto 14 (Phonotype, SFN3 2084)
- 2007 – Antologia sonora della canzone napoletana – cofanetto 15 (Phonotype, SFN3 2085)
- 2008 –  'A collezione 1 – 'O mare 'e margellina (Zeus Record, ZS 0052)
- 2008 –  'A collezione 2 – 'A sciurara (Zeus Record, ZS 0222)
- 2008 –  'A collezione 3 – Malommo (Zeus Record, ZS 2062)
- 2008 –  'A collezione 4 – Surriento d'e nnammurate (Zeus Record, ZS 2112)
- 2008 –  'A collezione 5 – Fantasia (Zeus Record, ZS 2122)
- 2008 –  'A collezione 6 – Comma nu sciummo (Zeus Record, ZS 2132)
- 2008 – Gli Indimenticabili vol. 2 Mario Merola (Nuova Canaria)
- 2008 – Malu-Figlio – Mario Merola & Pino Marchese (Nuova Canaria)
- 2008 – Amori e tradimenti (Nuova Canaria)
- 2008 – So' nnato carcerato (Nuova Canaria)
- 2009 – La tradizione. La sceneggiata (Lucky Planets)
- 2009 – I miei successi (Mario Merola)|I miei successi (Zeus Record)
- 2010 – Canta Napoli 10 (Joker)
- 2010 – Il meglio di Mario Merola (Joker)
- 2010 – Senza guapparia (Fonotil)
- 2010 – Cinematografo (Phonotype, CD 0240)
- 2011 – Viva Napoli vol. 3 (Phonotype, CD 0035)

### Single

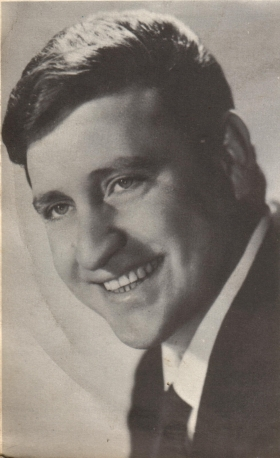
Mario Merola (1963)

- 1962 – Malufiglio/L'urdemo avvertimento (Deafon, CT 001)
- 1962 – Scugnezziello/'O primmo giuramento (Deafon, CT 004)
- 1963 – So' nnato carcerato/Quatt'anne ammore (Phonotris, CS 5001)
- 1963 – Femmena nera/L'ultima buscia (Phonotris, CS 5002)
- 1963 – Dicite all'avvocato/Nun ce sarrà dimane (Phonotris, CS 5007)
- 1963 – Quatto mura/Gelusia d'ammore (Phonotris, CS 5008)
- 1963 – Se cagnata 'a scena/Amici (Phonotris, CS 5009)
- 1963 –  'O primmo giuramento/Scugnezziello (Phonotris, CS 5010)
- 1963 – L'urdemo bicchiere/Velo niro (Phonotris, CS 5019)
- 1963 – Tu me lasse/Malommo (Phonotris, CS 5020)
- 1964 – Malommo/Tu me lasse (Zeus, BE 117)
- 1964 –  'A fede (l'urdemo bicchiere)/Velo niro (Zeus, BE 118)
- 1964 – Canciello 'e cunvento/Dduje sciure arancio (Zeus, BE 121)
- 1964 – Rosa 'nfamità/Nu poco 'e tutte cose (Zeus, BE 125)
- 1964 – Doce è 'o silenzio/'Mbrellino 'e seta (Zeus, BE 126)
- 1965 – Suonno 'e cancelle/Ddoje vote carcerato (Zeus, BE 132)
- 1965 –  'O zampugnaro/Acale 'e scelle (Zeus, BE 133)
- 1965 – Te chiammavo Maria/Schiavo senza catene (Zeus, BE 134)
- 1965 –  'A sciurara/Se ne ghiuta (Zeus, BE 137)
- 1965 –  Tu stasera sì Pusilleco/T'aspetto a maggio (Zeus, BE 144)
- 1965 –  Legge d'onore/Parola d'onore (Zeus, BE 148)
- 1966 –  'Nu capriccio/'A prucessione (Zeus, BE 178)
- 1966 – L'ultima 'nfamità/Carmela Spina (Zeus, BE 179)
- 1966 – Canzona marinaresca/'Nu capriccio (Zeus, BE 180)
- 1966 – Scetate/'O zampugnaro (Zeus, BE 181)
- 1966 – Core furastiero/Carmela Spina (Zeus, BE 182)
- 1966 – Pusilleco addiruso/L'ultima 'nfamità (Zeus, BE 183)
- 1966 –  'O mare 'e Margellina/Surdate (Zeus, BE 184)
- 1966 – Canzona marinaresca/Pusilleco addiruso (Zeus, BE 185)
- 1966 – Femmene e tammorre/Dipende a te (Zeus, BE 188)
- 1966 – Ciento catene/Tengo a mamma ca m'aspetta (Zeus, BE 189)
- 1966 – E bonanotte 'a sposa/Mamma schiavona (Zeus, BE 195)
- 1966 –  'A voce 'e mamma/Surriento d'e 'nnammurate (Zeus, BE 196)
- 1967 –  'A bandiera/Senza guapparia (Zeus, BE 199)
- 1967 – Allegretto...ma non troppo/'E vvarchetelle (Zeus, BE 203)
- 1967 – Freva 'e gelusia/N'ata passione (Zeus, BE 204)
- 1967 –  'E quatte vie/Luna dispettosa (Zeus, BE 207)
- 1967 – Dal Vesuvio con amore/Fantasia (Zeus, BE 212)
- 1967 – Ammanettato/Mamma schiavona (Zeus, BE 221)
- 1967 – Malaspina/Bonanotte 'a sposa (Zeus, BE 222)
- 1968 – Comm' 'a 'nu sciummo/Malasera (Zeus, BE 224)
- 1968 – Cchiù forte 'e me/Uocchie 'e mare (Zeus, BE 225)
- 1970 – Nnammurato 'e te!/'O giurnale (Hello, HR 9025)
- 1970 – Chitarra rossa/Salutammela (Hello, HR 9027)
- 1970 – L'Urdema Carta/Chella d"o terzo piano (Hello, HR 9034)
- 1971 –  'A camorra/Amico, permettete! (Hello, HR 9041)
- 1971 – Stella nera/Cielo e mare (Hello, HR 9056)
- 1971 – Via nova/Ddoje serenate (Hello, HR 9069)
- 1971 – Chitarra Tragica/A Montevergine (Hello, HR 9070)
- 1972 –  'O Festino/"A Legge (Hello, HR 9079)
- 1972 – Lacreme Napulitane/Tatonno se nne va (Hello, HR 9082)
- 1972 – Mamma addò stà/Chiove (Hello, HR 9085)
- 1972 –  'A bravura/'A congiura (Hello, HR 9101)
- 1972 – Passione eterna/'A dolce vita (Arlecchino, ARL 3001)
- 1974 – Eternamente tua/Chi s'annammora 'e te (Storm, SR 713)
- 1975 – Inferno d'ammore/Vagabondo d'o mare (Edibi, ZEDB 50238)
- 1992 – Cient'Anne (z Gigi D'Alessio)
- 1992 – Futtetènne (z Cristiano Malgioglio)
- 2001 – L'Urdemo emigrante (z Francesco Merola)
- 2002 – Caro papà (z Cincia Oscar)
- 2002 – Mamma de vicule (z Giovanna De Sio)
- 2004 – E' figli 'e Napule (z Antonio Ottaiano)
- 2005 – Cu' mme (z Rita Siani)

## Filmografia
- 1973: Sgarro alla camorra
- 1978: L'ultimo guappo
- 1979: Napoli... serenata calibro 9
- 1979: Il mammasantissima
- 1979: Napoli... la camorra sfida e la città risponde
- 1979: I contrabbandieri di Santa Lucia
- 1979: Da Corleone a Brooklyn
- 1979: Sbirro, la tua legge è lenta... la mia no!
- 1980: Zappatore
- 1980: La tua vita per mio figlio
- 1980: Un uomo da ridere, (serial TV)
- 1981 Carcerato
- 1981: Lacrime napulitane
- 1981: Napoli, Palermo, New York, il triangolo della camorra
- 1982: I figli... so' pezzi 'e core
- 1982: Tradimento
- 1982: Giuramento
- 1984: Guapparia
- 1984: Torna
- 1995: Corsia preferenziale, (TV)
- 1996–2000: Un posto al sole (serial TV)
- 1999: Cient'anne
- 2000: Sud Side Stori
- 2003: Totò Sapore e la magica storia della pizza, jako głos Vincenzonego
- 2004: Come inguaiammo il cinema italiano – La vera storia di Franco e Ciccio, dokumentalny
- 2004: Mario Merola 40-45-70
- 2004: Merola Day